# Hinayana
Hinayana  (Sanskrit हीनयान hīnayāna, „minderes Fahrzeug“) ist eine aus dem Mahayana-Buddhismus stammende Bezeichnung für alle nicht zum Mahayana gehörenden Lehren des Buddhismus. Der Begriff gilt als problematisch, da er sowohl wertend ist als auch uneindeutig. In einer Deutung werden als Hinayana die regionalen bzw. philosophischen Traditionen bezeichnet, die außerhalb des Mahayana stehen. In dieser Verwendung gilt die Bezeichnung als abwertend und nicht korrekt. In einer anderen Deutung (die heute vor allem im tibetischen Buddhismus erhalten ist) kann Hinayana auch ein bestimmtes System der Schulung bezeichnen, das innerhalb des Mahayana als eine Art Vorstufe gelehrt wird.
Nach einer formellen Resolution der World Fellowship of Buddhists von 1950 sollen diejenigen Traditionen des Buddhismus, die sich selbst als Nicht-Mahayana verstehen, korrekter als Theravada bezeichnet werden. Der Theravada ist die älteste noch existierende Schultradition aus der Zeit vor dem Aufkommen des Mahayana. Ursprünglich gab es von diesen bis zu achtzehn buddhistische Schulen; eine weitere wichtige Richtung unter ihnen ist auch der Sarvastivada.

## Ursprung und Bedeutung

### Begriffsursprung
Die Bezeichnungen „Hinayana“  und „Mahayana“  stammen aus den Prajnaparamita-Sutras (Sanskrit प्रज्नापारमिता prajnāpāramitā) („Die Sutras des weitreichenden unterscheidenden Gewahrseins, Sutras von der Vollkommenheit der Weisheit“). Die Sutras entstammen der buddhistischen Tradition des Mahayana.
Der Name Hinayana kam also erst mit dem Entstehen des Mahayana in Gebrauch, indem Letzteres den Anspruch erhob, in seiner Zielsetzung „größer“ (maha) oder umfassender zu sein als die Anhänger der alten Weisheitsschule, die man deshalb als „gering“ (hina) bezeichnete. Neben der Unterscheidung durch den Umfang der religiösen Zielsetzungen lässt sich die Namensgebung auch im Kontext des ersten Schismas der Buddhismusbewegung verstehen.

### Buddhistisches Schisma und zweites buddhistisches Konzil
Dieses vollzog sich nach dem zweiten buddhistischen Konzil, das um 383 v. Chr. in Vaiśālī (pali: Vesālī) nach dem Verlöschen (Parinirvana) Buddhas stattfand.

Territoriale Ausbreitung der verschiedenen buddhistischen Strömungen vom 6./4. Jahrhundert v. Chr. bis zum 12. Jahrhundert n. Chr.

Das Vaibhashika- und das Sautrantika-System waren Hinayanatraditionen in Sanskrit, hingegen gehörte das Theravada-System zu einer Pali-Tradition.
Im zweiten Buch des Vinaya-Pitaka, dem Cullavagga, wird jene Begebenheit detailliert beschrieben. Unter anderem, dass sie 100 Jahre nach dem Parinibbana des Buddha stattgefunden habe sowie dass die Ursache 10 „Thesen“ von Mönchen aus Vesali waren, die gegen bisher geltendes Ordensrecht verstießen, wobei der Hauptauslöser die Kontroverse „Umgang mit Geld“ war. Die Annahme, dass hier die bis dato mündlich überlieferten Lehren Buddhas von den teilnehmenden Mönchen verschriftlicht und auf einen Konsens gebracht werden sollten, wird durch den kanonischen Text nicht bestätigt. Die Konsensfindung scheiterte und das Konzil spaltete sich in zwei Lager. Aus dem traditionalistischen Schulzweig Theravada spaltete sich eine große Gruppe ab, in der die Meinung vertreten wurde, die strengen Ordensregeln des Theravada müssten gelockert werden. Die sich abspaltenden Mönche bildeten dabei die Mehrheit und nannten sich Mahasanghikas. Die zwei Fahrzeuge des Buddhismus entstanden, das Schisma war vollzogen. Das kleinere Fahrzeug (meist etwas verächtlich „Hinayana“ genannt) zeichnete sich durch traditionelle disziplinäre Strenge aus und wurde dementsprechend als sehr exklusiv bzw. elitär betrachtet – es war nur wenigen Menschen möglich, sich dieser Strenge zu unterwerfen, um Erlösung zu finden. Das sich für eine besagte Lockerung der Regeln einsetzende und größere Fahrzeug trug den Namen Mahayana, das „Große Fahrzeug“. Vor der Entstehung des Mahayana existierten wegen fehlender Notwendigkeit keine Sammelbegriffe für unterschiedliche Schulen. Der nach dem Schisma entstandene Begriff Hinayana wird trotz des abwertenden Charakters nach wie vor verwendet.
Im Mahayana wird statt Hinayana auch der Begriff Śrāvakayāna (Fahrzeug der Hörer) verwendet.
Eine weitere, bis heute, wenngleich stark verändert und verkleinert weiterbestehende Schule des Hinayana im Verbreitungsgebiet des Mahayana (Ostasien) ist die Vinaya-Schule. Ihr kam im Bereich der Ordination und der Weitergabe der traditionellen Mönchregeln einige Wichtigkeit zu. In China verbreitete sie sich unter dem Namen Lü-zong, auf Japanisch heißt sie Risshū. In verschiedenen Zeiten (z. B. Nara-Zeit, Song-Dynastie) wurde von den Mönchen erwartet, dass sie von dieser Schule die Traditionsweitergabe empfingen.

## Verschiedene Schulen des Hinayana
Das Hinayana umfasste achtzehn Schulen. Die wichtigsten sind der Sarvastivada und der Theravada.
Im Sarvastivada gab es zwei Hauptsysteme, die auf philosophischen Unterschieden beruhten: Vaibhashika und Sautrantika.
Das Sarvāstivāda (Sanskrit सर्वास्तिवाद sarvāstivāda) ist ein dem Sthaviravāda zugehöriger Zweig im frühen indischen Buddhismus, der sich nach dem dritten Konzil von Pataliputta aufgrund unterschiedlicher Auffassungen von der Schule der Vibhajjavada (Theravada) trennte, so etwa über das Verständnis Abhidharma. Aus dem Sarvāstivāda gingen die Mahishasaka-, Vatsiputriya- und Kashyapiya-Schulen hervor.
Der Theravada, die größte und einzige überlebende Linie des Hinayana, ist in Sri Lanka und dem kontinentalen Südostasien (Myanmar, Thailand, Laos, Kambodscha und teilweise auch in Vietnam) verbreitet und in diesen Ländern die vorherrschende Richtung des Buddhismus und wird daher in wissenschaftlichen Kreisen besser als „südlicher Buddhismus“ bezeichnet. Der Sarvastivada war in Nordindien weit verbreitet.
Eine besonders von Theravada-Buddhisten vertretene Meinung ist die folgende: da von den früheren Schulen des Hinayana allein der Theravada überlebte, erscheine es sinnvoll, nur noch vom Theravada und dem Mahayana als den beiden großen Linien des Buddhismus zu sprechen. Im historischen Kontext kann das jedoch irreführend sein, da auch andere Schulen des Hinayana existierten. Von den heute nicht mehr praktizierten Schulen des Hinayana sind die nachfolgenden die wichtigsten: Die Mahasanghika, der Pudgalavada, der Sarvastivada und die Sautrantika.
Die Hinayana-Lehrsysteme, die an indischen Klosteruniversitäten wie etwa Nalanda und später von tibetischen Mahayanisten aufgegriffen wurden, entstammen diesen beiden Schulen. Die in Tibet praktizierte Übertragungslinie von Mönchsgelübden kommt aus einer anderen Sarvastivada-Unterkategorie, dem Mulasarvastivada.

## Der Begriff „Hinayana“ im tibetischen Buddhismus
Im Buddhismus in Tibet werden die Begriffe Hinayana und Mahayana ausschließlich im Sinne der persönlichen Motivation für die Erleuchtungsbemühung genannt. Sie bezeichnen komplementär die Motivation des Übenden, für sich persönlich oder zum Wohle aller Wesen die Erleuchtung zu erlangen. Erstrebenswert gilt im tibetischen Buddhismus die Haltung des Mahayana; Hinayana erscheint so teilweise als eine Vorstufe, in der Übende nur eine persönliche Befreiung anstreben, sich der Existenz einer Vervollkommnung durch Bodhichitta wie im Mahayana aber bewusst sind, und zu dieser fortschreiten können.
Im alten Indien scheint es die Unterscheidung nicht gegeben zu haben. Nach den wenigen Überlieferungen aus chinesischen und tibetischen Quellen (die islamische und hinduistische Zurückdrängung des Buddhismus hat in Indien selbst nichts übriggelassen, der Buddhismus wurde dort vollständig ausgelöscht) ist es teilweise unsicher, eine Zuordnung zu treffen.
Nach tibetischen Quellen haben sich in einem sehr frühen Konzil die Mahasanghika ('Große Sangha') und die Sthaviravadin ('Alter Weg') getrennt über der Frage, ob es zulässig sei, innerhalb der 'Großen Sangha' Unterschiede in der spirituellen Reife verschiedener Arhats anzunehmen oder (so wie bisher) nicht (daher die Namen). Insgesamt entstanden in der Folge 18 Schulen, von denen man heute nicht immer sicher ist, welcher dieser beiden Richtungen sie angehörten; es gibt auch Evidenz, dass dieser Unterschied unter Buddhisten wenig wichtig erschien. Jedenfalls hat letztendlich infolge der Auslöschung des westlichen und indischen Buddhismus nur eine Untergruppe der Sthaviravadin (= Theravadin) überlebt sowie eine Richtung der Mahasanghikas, nämlich die Prasanghika-Madhyamaka, die für alle nördlichen Traditionen (China bzw. Tibet) verantwortlich zeichnen.